# Diplazium stolzii
Diplazium stolzii là một loài dương xỉ trong họ Athyriaceae. Loài này được Brause mô tả khoa học đầu tiên năm 1915.
Danh pháp khoa học của loài này chưa được làm sáng tỏ. 